# The messenger
The messenger is een studioalbum van de Schotse muziekgroep Pallas. 

## Inleiding
Na het vorige studioalbum Wearewhoweare bleef het bijna tien jaar stil rond Pallas. De band bracht in 2019 wel een album uit onder de titel The edge of time, maar dat waren bewerkingen van oud repertoire. De band maakte sinds haar oprichting onregelmatig verschijnende albums, maar een periode van negen jaar stilte was nog niet voorgekomen. Toch kwamen er eind 2023 berichten naar buiten dat Pallas (weer) bezig was. Het resulteerde in conceptalbum The messenger.
Pallas is (ook al sinds de oprichting) gefascineerd door oorlog en dat gaat op dit album verder. Sombere muziek leidt regelmatig sombere teksten in, nu ook over klimaatverandering. Herkenningspunt binnen Pallas blijft het gitaarspel van Niall Mathewson; ook de stem van Alan Reed is weer terug. 
Opnamen vonden plaats in Aberdeen en Siem Reap in Cambodja. Het album verscheen in twee versies; een daarvan is een digipack; een ander bevat een uitgebreid boekwerkje. 

## Musici
- Alan Reed – zang
- Graeme Murray – basgitaar, zang
- Niall Mathewson – gitaar, programmeerwerk
- Ronnie Brown – toetsinstrumenten, zang, programmeerwerk.

## Muziek
| Nr. | Titel               | Duur  |
| --- | ------------------- | ----- |
| 1.  | Signs of the time   | 9:18  |
| 2.  | The great attractor | 4:16  |
| 3.  | Fever pitch         | 8:11  |
| 4.  | Heavy air           | 7:01  |
| 5.  | The nine            | 8:43  |
| 6.  | The messenger       | 13:04 |